# Lisa Andreas
Lisa Andreas, född Lisa Large 22 december 1987 i Kent, England, är en brittisk-cypriotisk sångerska.
Hon tävlade för Cypern under Eurovision Song Contest 2004. Låten hon framförde sjöngs på engelska men spelades även in på både grekiska och engelska. Andreas far är engelsman och hennes mor är från Cypern.
Låten slutade på femte plats, med samma poäng som Sveriges bidrag framförd av Lena Philipsson. Cyperns bidrag hade dock fått röster från fler länder vilket gjorde att Lisa Andreas kom före Lena Philipsson.

## Diskografi
Promosinglar
- 2004 – "Stronger Every Minute"